# Чернов, Алексей Александрович
Алексей Александрович Чернов (25 марта 1974, Волгоградская область, СССР - 31 марта 2008, Волгоград) — российский футболист, нападающий.

## Карьера
В шесть лет поступил в футбольную секцию на волгоградском стадионе «Электроник», первый тренер Владимир Иванович Троицкий. Затем — в спортивную школу «Баррикады». После окончания волгоградского училища олимпийского резерва в 1990 году сыграл 4 игры, забил один мяч за дубль «Ротора», выступавшего в высшей лиге СССР. Привлекался к сборам юношеской сборной СССР. 1991 год провёл в клубе второй низшей лиги «Русь» Волгоград, президентом которого был Владимир Троицкий.
В 1992—1995 годах играл за клуб второй лиги «Звезда-Русь» / «Звезда» Городище — 133 игры, 56 мячей. В связи с финансовым кризисом в команде по приглашению главного тренера Владимира Евсюкова перешёл в «Ладу» Димитровград. В 1996 году в сорока матчах забил 25 мячей и вместе с командой вышел в Первый дивизион. В 1997 году сыграл за «Ладу-Град» 42 матча и с 29 мячами стал лучшим бомбардиром первенства. Стал лучшим футболистом года по итогам опроса, проведенного газетой «Спорт-Экспресс» среди игроков команд Первого дивизиона. Из-за высокой трансферной цены не смог перейти в «Уралан». В сезоне-1998 Чернов в 36 матчах забил 16 мячей. Им заинтересовались клубы высшего дивизиона «Зенит» Санкт-Петербург и «Сатурн», однако и на следующий сезон он остался в Димитровграде. Первую половину 2000 года провёл в первом дивизионе в тольяттинской «Ладе», вторую — в «Томи». Профессиональную карьеру закончил в 2001 году в клубе второго дивизиона «Металлург» Липецк.
Умер 31 марта 2008 года. Смерть носила криминальный характер — предположительно умер в результате ножевых ранений полученных в пьяной драке. Похоронен на кладбище Дзержинского района Волгограда.